# Nada Obrić
Nada Obrić (Zvornik, 6. lipnja 1948.) srpska je pjevačica narodne glazbe rođena u Bosni i Hercegovini.

## Životopis
Osnovnu i srednju školu završila je u svom rodnom Zvorniku. Bavila se gimnastikom vrlo uspješno. Osvojila je prvo mjesto u Bosni i Hercegovini.[nedostaje izvor]
Višu školu završila je u Sarajevu, a kasnije se zaposlila i radila na pravnim poslovima u općini Centar u Sarajevu.
Godine 1971. kao članicu KUD-a "Slobodan Princip-Seljo", u kome je provodila svoje studentske dane primijetio ju je Damjan Babić i ponudio joj snimiti ploču za zagrebački "Jugoton".
1981. snimila je ploču "Ne dozvoli da te druga voli", koja je prodana u dijamantnoj nakladi. 1982. godine izdala je drugi album, a pjesma "Dugo te dugo očekujem" postala je apsolutni hit. Ostala je na samom vrhu estradne scene s preko 5,000.000 prodanih nosača zvuka.
Od 2004. uspješno se bavi autorskim i voditeljskim poslom na televiziji uređujući kultne emisije  "Svet uspešnih" i "Zvezdana staza".

## Diskografija; Albumi
- Pjevaj, Nado, pjevaj (Jugoton, 1979.)
- Kolo igra kod komšije (Jugoton, 1980.)
- Ne dozvoli da te druga voli (Jugoton, 1981.)
- Pogledaj me ti u oči (Jugoton, 1982.)
- Čuvaj me (Jugoton, 1983.)
- Nije lako bez tebe (Jugoton, 1984.)
- Suze ljubavi (Jugoton, 1986.)
- Sad mi trebaš (Jugoton, 1988.)
- Kako ću sama (Jugoton, 1989.)
- Oprosti mi suzu (PGP RTB, 1991.)
- Ozdravilo srce moje (PGP RTS, 1994.)
- Došlo vreme (PGP RTS, 1997.)
- Tako je život hteo (Gold Music, 2001.)

## Diskografija; Singlovi
- Neću da plačem / Kad sunce zađe (Jugoton, 1971.)
- Neću drugu ljubav / Uzalud te tražim (Jugoton, 1972.)
- Pjesmom te zovem / Rođeni za ljubav (Jugoton, 1973.)
- Ne idi drugoj ženi / Čemu suze, prijatelju (Jugoton, 1974.)
- Ko je kriv za moju tugu / Noćas hoću da sam tvoja (Jugoton, 1975.)
- Ljubavi, zovem te / Nemam snage da molim (Jugoton, 1975.)
- Ja te čekam danima / Kuda da krenem (Jugoton, 1977.)
- Gdje se dvoje vole, suvišan je treći / Rastanak (Jugoton, 1977.)
- Noćas za tebe pjevam / Svoga srca ja sam gospodar (Jugoton, 1978.)
- Duša me boli, još tebe volim / Za ljubav noćas i život nudim (Jugoton, 1979.)
- Uzalud se tebi nadam / Ti si ljubav moja (Jugoton, 1979.)
- Pusti me na miru da svoj život živim / Ljubav (Jugoton, 1980.)
- Ne dozvoli da te druga voli / O, suze moje (Jugoton, 1981.)
- Dugo te, dugo očekujem / Uz našu poslednju kafu (Jugoton, 1984.)
- Bolna ti ležim / Javi mi se (Jugoton, 1986.)
- Još me boli jedna stara rana / 700 dana bolujem (Jugoton, 1988.)